# Бутаре
Бутаре (77.000 становника) је град у Јужној провинцији Руанде и главни град дистрикта Хује. Град је био главни град бивше покрајине Бутуре која је расформирана 1. јануара 2006.
Бутаре је био најважнији град у Руанди све до 1965. када је изгубио од Кигалија који је имао много бољи положај.

## Становништво
| Година       |
| Становништво |
| ------------ |

## Партнерски градови
- Кастр